# Anau-kultúra

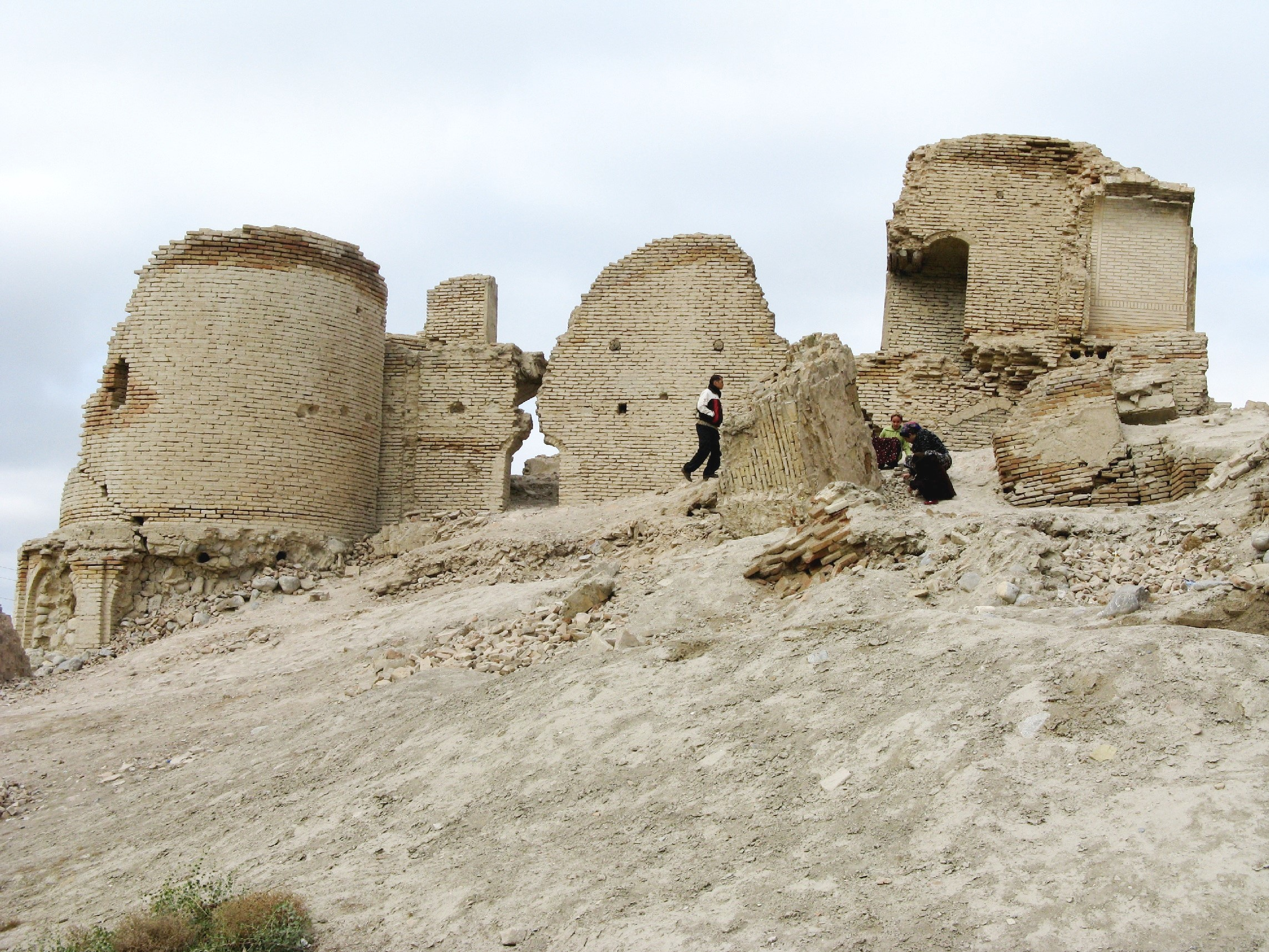
Seýit Jemaladdin mecset romjai Anau mellett

Az Anau-kultúra a kő- és a bronzkori régészeti kultúra, mely nevét a Türkmenisztánban, Aşgabattól kb. 12 km-re keletre fekvő Anau településről kapta.

## Leírása
A kultúra felfedezője, Raphael Pumpelly amerikai geológus a németországi Királyi Bányászati Akadémián végzett bányamérnök volt, aki 1903-ban William Davis professzorral tett tanulmányutat Türkmenisztánba, majd az Egyesült Államokba visszatérve erről készült jelentését bemutatta a Carnegie Intézetbe, ahol eredményeit figyelembe véve további pénzeszközöket különítettek el egy régészeti expedícióra. Ez volt az első külföldi expedíció, amely engedélyt kapott régészeti ásatások végzésére. Türkmenisztánban ez volt az az expedíció, amely először kapott engedélyt régészeti ásatásokra.
Az ásatásokat Anau északi és a déli dombjain folytak, a munkálatokat az északi dombon kezdték meg, az első napokban egy ősi lakást és egy gyermek temetkezését fedezték fel.
A lelőhelyen talált tárgyak két korszakot öleltek fel - a temetkezési hely felszínéhez közelebb kerámia és bronztermékek maradványai, nagyobb mélységben pedig fegyverek és kőkorszaki tárgyak, például parittyák, dobókövek, kenyérsütő kövek stb. voltak, a későbbi leletek között pedig többek között bronz nyílhegyek, kések, egy bronz kard (vagy tőr), két tömör homokkőből készült mozsár, egy tömör fekete kőből készült, háromszög alakú prizma alakú kámea szerepeltek, míg a Déli-hegyen végzett ásatásokon néhány törött kerámiát, egy kovaköves nyílhegyet és egy kőből készült fonókereket találtak. A domb déli oldalán Semenov leírása szerint egy ház alapját fedezték fel, amelynek fúrt kövei az ajtószárnyak behelyezésére szolgáló hornyok voltak. A leletek között bronz női ékszerek, borotvák, kések, kő női nyakláncok maradványai stb. is szerepeltek.

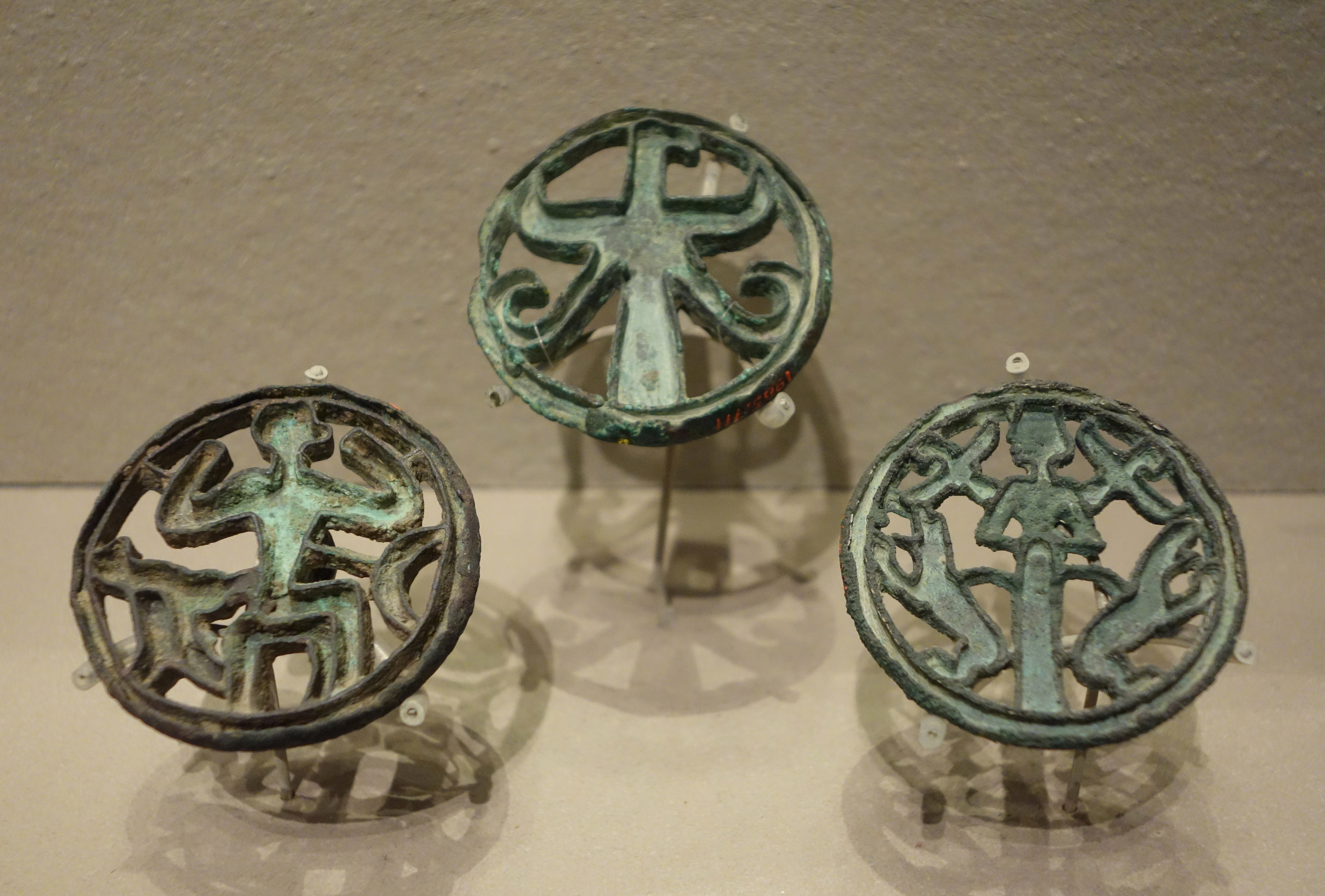
rekeszes pecsétek, Türkmenisztán vagy Északkelet-Irán, korai bronzkor, i. e. 2200-1800 körül, bronz - Museum of Fine Arts, Boston, Massachusetts, USA

Az ásatás jelentős tudományos értékét az itt talált bronzból, kőből és agyagból készült pecsétek egy csoportja képviseli, melyek a bronzkor első ilyen jellegű leletei. Közülük különösen érdekes a bronzkorban ritka formájúnak számító, különleges agyagformába öntött pecsét másolata, valamint egy kétoldalas díszítéssel ellátott terrakotta pecsét.
A türkmén régészek által később az ugyanezen a helyszínen végzett ásatások kimutatták, hogy az északi domb leletei ősibbek, mint a déli dombé, ugyanis ezek a eneolitikumból származik.
A Pumpelly expedícióban részt vett  V. Bartold ismert orientalista is, aki Turkesztán történetének szakértője és a Szentpétervári Egyetem professzora is akit a  transzkaszpi térség tevékenységeinek általános ellenőrzésével bíztak meg, s aki az anaui leleteket megismerve elsőként adott objektív értékelést a Pumpelly expedíció eredményeiről.

## Területei
Az Anau-kultúra Türkmenisztánban Anau és Jayitun területére terjedt ki, felfedezése a 18. századra esik. Az Orosz földrajzosok által felfedezett lelőhelyet R. Pompelis amerikai régész tárta fel 1940-1950 között. A Kr. e. 3 évezredből származó öntözőcsatornákat, a gazdák korai településeit a régészeti expedícióban vizsgálták.

## Kultúra
Fekete fegyvereket, szerszámokat és geometrikus díszítésű fából készült tárgyakat találtak az Anau-kultúra településein. A halmok kőépületek alaprajzait, díszített és festett kerámiákat és vastárgyakat rejtettek.